# Närsen (Nås socken, Dalarna)
Närsen är en sjö i Vansbro kommun i Dalarna och ingår i Dalälvens huvudavrinningsområde. Sjön har en area på 9,83 kvadratkilometer och ligger 296,3 meter över havet. Sjön avvattnas av vattendraget Noret (Kölaråsälven).

## Delavrinningsområde
Närsen ingår i det delavrinningsområde (668675-142197) som SMHI kallar för Utloppet av Närsen. Medelhöjden är 334 meter över havet och ytan är 44,62 kvadratkilometer. Räknas de 13 avrinningsområdena uppströms in blir den ackumulerade arean 128,05 kvadratkilometer. Noret (Kölaråsälven) som avvattnar avrinningsområdet har biflödesordning 3, vilket innebär att vattnet flödar genom totalt 3 vattendrag innan det når havet efter 310 kilometer. Avrinningsområdet består mestadels av skog (60 procent). Avrinningsområdet har 9,97 kvadratkilometer vattenytor vilket ger det en sjöprocent på 22,3 procent.